# Instituto Vienés Wiesenthal para los Estudios sobre el Holocausto
El Instituto Vienés Wiesenthal para los Estudios sobre el Holocausto (en alemán: Wiener Wiesenthal Institut für Holocaust-Studien; en inglés: Vienna Wiesenthal Institute; VWI) es un centro de investigación que se dedica a la investigación, la documentación y la mediación de todas las preguntas relativas al antisemitismo, nacionalismo, racismo y holocausto incluyendo su historia anterior y sus consecuencias. El instituto ha sido fundado en el año 2009 y se encuentra en servicio operativo completo desde octubre de 2012. El instituto está patrocinado a partes iguales por el gobierno de la ciudad de Viena y por el Ministerio Federal de la República de Austria para Ciencia e Investigación. En otoño del año 2016 el Instituto Vienés Wiesenthal se ha mudado a su nueva oficina en Rabensteig 3 en el centro de la ciudad de Viena, donde se unen en un nuevo emplazamiento el archivo, la biblioteca, las oficinas de investigación de los becarios (fellows) y la administración. En la planta baja, se puede encontrar un pequeño museo accesible al público.

## Historia
Era el deseo especial de Simon Wiesenthal en sus últimos años de la vida, hacer accesible su archivo personal, creado en los numerosos años de su ocupación, para la investigación y establecer un instituto de investigación para la exploración de la Shoah. Hasta su muerte, Simon Wiesenthal ha participado en el primer concepto de esta institución, lo cual finalmente ha sido elaborado detalladamente después del año 2005 por científicos e investigadores austriacos e internacionales. En este sentido, el Instituto Vienés Wiesenthal para los Estudios sobre el Holocausto se dedica a la investigación, documentación y mediación de todas las preguntas relativas al antisemitismo, racismo y holocausto incluyendo su historia anterior y posterior. No se entiende como un centro de investigación exclusivamente histórico, más bien trata de ser abierto especialmente frente a tendencias, métodos y planteamientos nuevos e innovadores de la investigación correspondiente y promocionar tales temas y enfoques.

## Organización

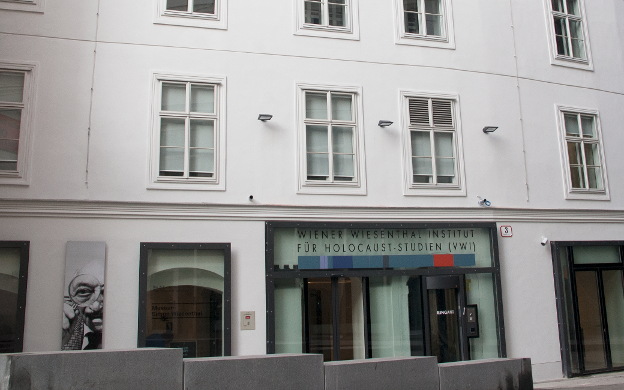
Instituto Vienés Wiesenthal para los Estudios sobre el Holocausto (VWI); Viena, Rabensteig 3

La sociedad gestora del Instituto Vienés Wiesenthal es una asociación, a cual se han asociado la Congregación Israelita de Viena (Israelitische Kultusgemeinde Wien), el Centro de Documentación de la Unión de Personas Judías Perseguidas por el Régimen Nazi (Dokumentationszentrum des Bundes Jüdischer Verfolgter des Naziregime), el Archivo de Documentación sobre la Resistencia Austriaca (Dokumentationsarchiv des österreichischen Widerstandes – DÖW), el Instituto de Historia Contemporánea de la Universidad de Viena (Institut für Zeitgeschichte der Universität Wien), el Museo Judío de Viena (Jüdisches Museum Wien), el Centro de Historia Cultural Judía de la Universidad de Salzburgo (Zentrum für jüdische Kulturgeschichte der Universität Salzburg), la Asociación erinnern.at y el Centro Berlinés para la Investigación sobre el Antisemitismo (Berliner Zentrum für Antisemitismusforschung). 
La directiva del Instituto Vienés Wiesenthal para los Estudios sobre el Holocausto consiste de los representantes de esta organización y toma todas las decisiones relevantes para la organización. En todas las preguntas científicas, el papel clave pertenece al Comité Consultivo Científico Internacional. Este incluye por lo menos doce expertos internacionalmente reconocidos, de los cuales por lo menos nueve tendrán que desarrollar actividades profesionales en el exterior. Se da importancia especial a que este órgano sea dirigido de manera interdisciplinaria. Igual que la directiva, también el Comité Consultivo está elegido por la Asamblea General del Instituto Vienés Wiesenthal para los Estudios sobre el Holocausto para tres años. La Asamblea General consiste de cada vez un representante de la sociedad gestora. 
A nivel operativo, el instituto está dirigido por un gerente – el historiador vienes Béla Rásky. A su lado trabaja una directora académica de programa. Juntos, están diseñando el programa académico y en curso de eventos del Instituto Vienés Wiesenthal para los Estudios sobre el Holocausto basándose en las recomendaciones del comité consultivo, sin embargo también en sus propias iniciativas. Los demás empleados están responsables para la biblioteca, la asistencia científica y el archivo, publicaciones igual que el funcionamiento técnico y administrativo.

## Actividades
La actividad del Instituto Vienés Wiesenthal para los Estudios sobre el Holocausto se dedica en los tres ámbitos investigación, documentación y mediación a todas las preguntas de investigación esbozadas y mencionadas en el concepto. Puede ser que estos temas principales – según las intenciones de Simon Wiesenthal – sean amplios y como consecuencia ahora también incluyen los ámbitos nacionalismo, migración y los “Jewish Studies” – en caso de que exista una conexión con el holocausto.
La investigación en el Instituto Vienés Wiesenthal para los Estudios sobre el Holocausto está orientada a nivel internacional y de manera interdisciplinaria y está realizada en dos formas: por un lado dentro del marco de un Programa de becas (Fellowship), que pone énfasis en la formación de las nuevas generaciones de científicos y lo cual invita cada año académico desde el año 2012 cuatro becarios menores (Junior Fellows), dos becarios de investigación (Research Fellows) y dos becarios superiores (Senior Fellows) para elaborar un tema en el instituto durante un año. Estas becas están anunciadas todos los años y después están evaluados los temas propuestos por el Comité Consultivo Científico Internacional. Los candidatos recomendados por el Comité Consultivo y el Instituto Vienés Wiesenthal para los Estudios sobre el Holocausto finalmente están invitados, realizar sus investigaciones en Viena. Siguiendo las intenciones de una institución de investigación extrauniversitaria su trabajo está acompañado académicamente en el instituto y discutido en seminarios internos respectivamente coloquios públicos y presentados a un público más amplio. Por otro lado, el Instituto Vienés Wiesenthal para los Estudios sobre el Holocausto se presenta continuamente para proyectos de investigación en el interior y exterior para poder establecer sus prioridades temáticas de medio a largo plazo. Actualmente se están realizando varios proyectes en el instituto, entre ellos, también proyectos patrocinados internacionalmente.
El objetivo de la documentación es la extensión continua de la biblioteca de investigación sobre los temas de prioridad del instituto igual que la digitalización y hacer accesible los fondos históricos del archivo de Simon Wiesenthal igual que las partes relevantes para el holocausto del Archivo de la Congregación Religiosa Israelita de Viena (IKG), los cuales han sido entregados al instituto en el marco de un contrato de préstamo. 
En el ámbito de mediación el instituto organiza eventos de diferentes clases, siendo una tarea central del instituto – según las intenciones de Simon Wiesenthal – sensibilizar por medio de intervenciones en el área pública, y mantener viva la conciencia relativa a los crímenes del holocausto, al antisemitismo y al racismo.
A partir del otoño del año 2014 el instituto también publica dos series de libros en la editorial new academic press. La “VWI-Studienreihe” (Serie de Estudios del Instituto Vienés Wiesenthal para los Estudios sobre el Holocausto) se dedica con sus monografías a la exploración de aspectos parciales importantes de la temática del instituto, los “Beiträge des VWI zur Holocaustforschung” (contribuciones del Instituto Vienés Wiesenthal para los Estudios sobre el Holocausto para la investigación sobre el holocausto) resumen las charlas editadas de redacción de las conferencias y talleres del instituto. Desde el año 2014 se publica dos veces al año ”S:I.M.O.N. – Shoah: Interventions. Methods. Documentation.“ (S:I.M.O.N. – Shoao: Intervenciones. Métodos. Documentación), el periódico electrónico del Instituto Vienés Wiesenthal para los Estudios sobre el Holocausto y presenta los resultados de las investigaciones de los becarios después de haber realizado un procedimiento de peer-review. En otras columnas publica también otras contribuciones de investigación, los manuscritos de charlas presentadas en el instituto, recensiones y ensayos académicos sobre planteamientos metódicos o específicos de sus fuentes.
El boletín de noticias el Instituto Vienés Wiesenthal para los Estudios sobre el Holocausto en el enfoque (VWI im Fokus), publicado dos veces al año, informa sobre las actividades actuales del instituto.

## Eventos

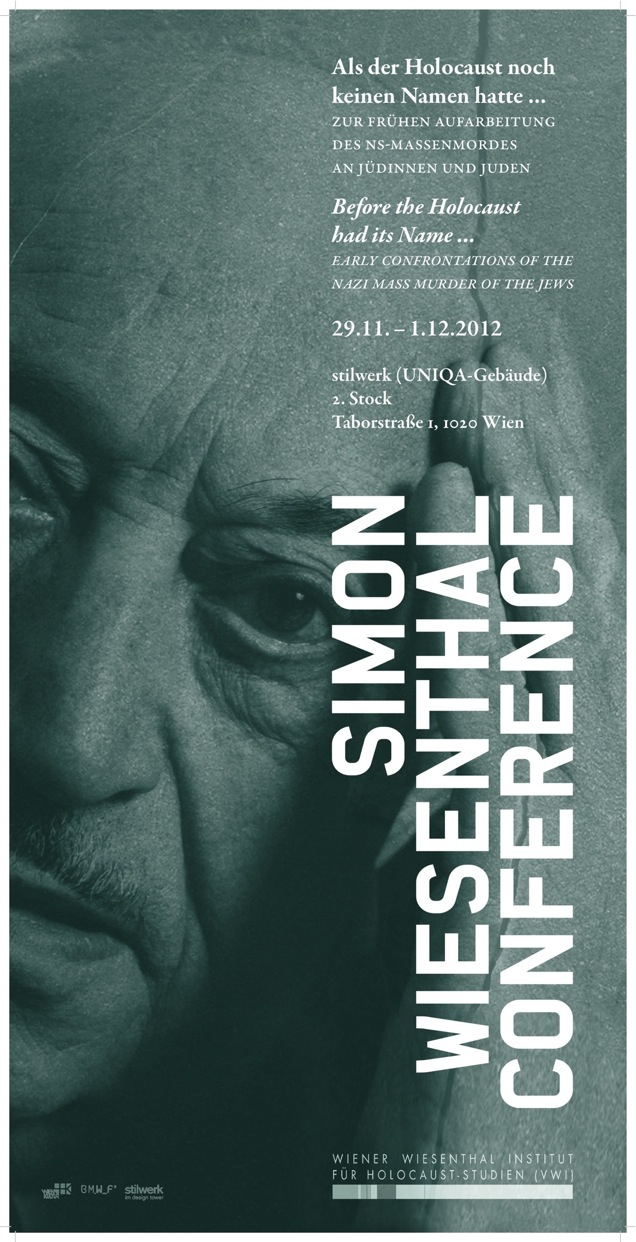
Simon Wiesenthal Conference 2012

Las “Simon Wiesenthal Lectures” (Seminario Simon Wiesenthal), mientras tanto ascendidas al símbolo del Instituto Vienés Wiesenthal para los Estudios sobre el Holocausto, intentan acercar el estado actual de la investigación sobre el holocausto a un público más amplio por medio de la ayuda de investigadores internacionalmente reconocidos. Tienen lugar regularmente, aproximadamente cada seis semanas en el vestíbulo del Archivo Histórico Nacional en Minoritenplatz de Viena. Otro evento importante del Instituto Vienés Wiesenthal para los Estudios sobre el Holocausto son las “Simon Wiesental Conferences” (Conferencias Simon Wiesenthal), las cuales ahora ya tienen lugar anualmente al final del año. Cada vez en la mitad del año, a finales de mayo o principio de junio, el Instituto Vienés Wiesenthal para los Estudios sobre el Holocausto organiza también una conferencia de dos días con carácter de un taller – Simon Wiesenthal Workshop (Seminarios/Tallers Simon Wiesnthal) – , normalmente cooperando con otras instituciones científicas. 
Las presentaciones y las contribuciones a las conferencias están disponibles – salvo la interdicción por los disertantes -  cuatro a seis semanas después de la conferencia sobre el canal de You Tube del Instituto Vienés Wiesenthal para los Estudios sobre el Holocausto cumpliendo la política de acceso libre del instituto. 
El formato más reciente – los VWI-Visuals – presenta uno a dos veces al año películas desconocidas, olvidadas o controvertidas acerca de un tema esencial de las investigaciones del instituto con una introducción o una discusión después de la presentación de la película.
Las intervenciones en el área público (Interventionen) hasta ahora han tematizado el pogromo de noviembre de 1938, la quema de libros berlinesa de 1933, el aniversario del inicio del último capítulo del holocausto, la exterminación de los judíos húngaros a partir del marzo de 1944.